# Sint-Jan Baptistkerk (Dikkebus)

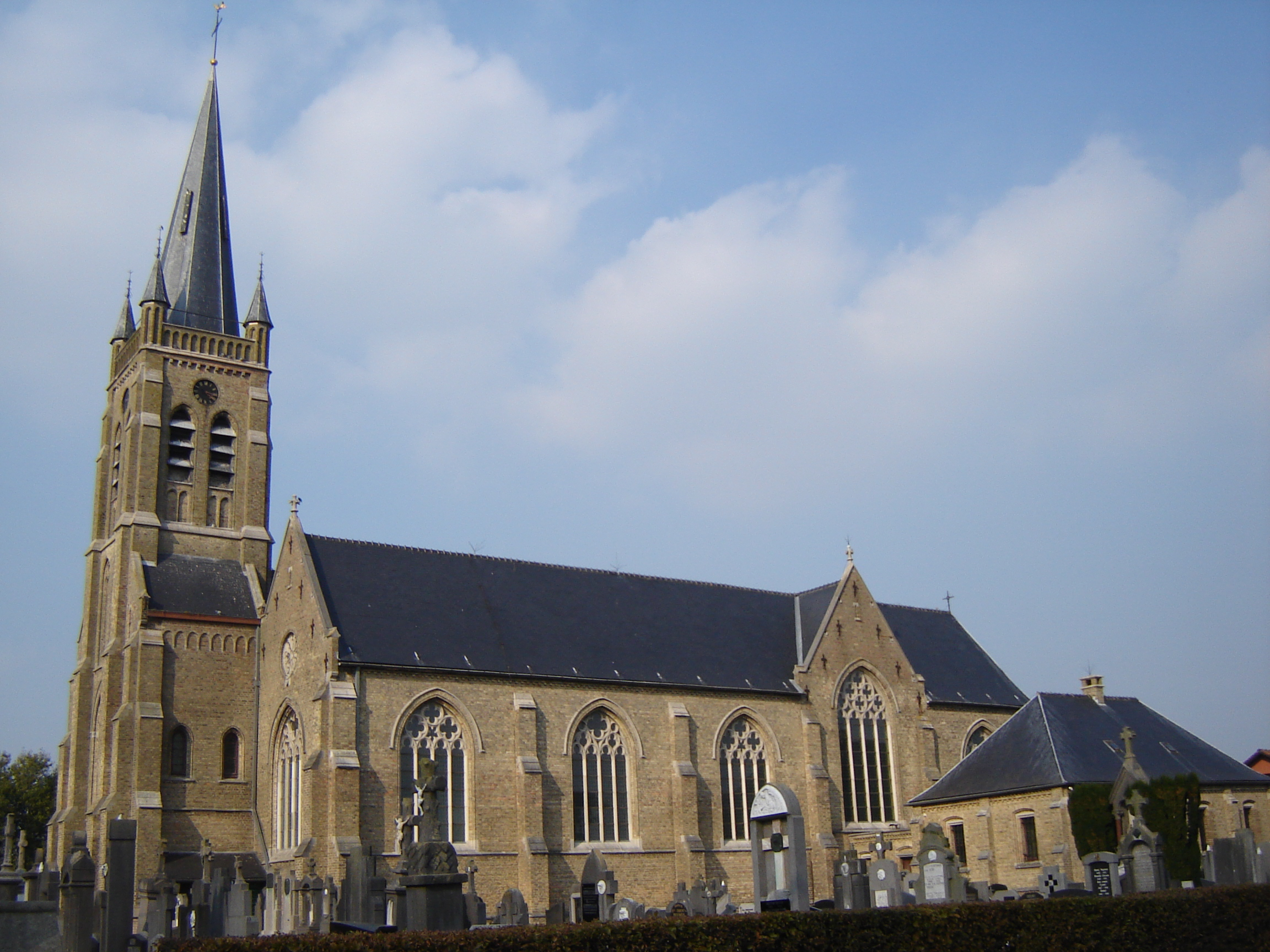
Sint-Jan Baptistkerk

De Sint-Jan Baptistkerk is de parochiekerk van de tot de West-Vlaamse gemeente Ieper behorende plaats Dikkebus, gelegen aan de Kerkstraat.

## Geschiedenis
In 1770 stond hier een driebeukige kerk, die vergroot werd in 1872 naar ontwerp van J. Vinck, die ook een nieuwe toren deed bouwen.
Tijdens de Eerste Wereldoorlog werd de kerk verwoest, waarna in 1922-1923 herbouw volgde in een enigszins afwijkende vorm, naar ontwerp van F. van Welden.

## Gebouw
Het betreft een neogotische driebeukige bakstenen hallenkerk met pseudotransept en voorgebouwde westtoren. De forse toren heeft drie geledingen en hoektorentjes op de torenomgang. Hij wordt gedekt door een naaldspits.

## Interieur
Het interieur wordt overkluisd door spitstongewelven. De kerk bezit een schilderij: Kruisdraging: Jezus valt onder het kruis van einde 16e eeuw; Kroning van Maria door de Heilige Drievuldigheid, toegeschreven aan Karel van Ieper (begin 17e eeuw); Golgotha (begin 17e eeuw); Maaltijd met de Emmaüsgangers (17e eeuw); Aanbidding der Wijzen (begin 17e eeuw); Aanbidding van het Heilig Sacrament door engelen (1e helft 17e eeuw); Heilige Drievuldigheid onder de gedaante van twee personen en de duif (17e eeuw). Het koorgestoelte en de biechtstoelen zijn 18e-eeuws. Het overige meubilair is 20e-eeuws.